# 福田袈裟雄
福田 袈裟雄（ふくだ けさお、1879年（明治12年）2月12日 - 1964年（昭和39年）2月13日）は、大日本帝国陸軍軍人。最終階級は陸軍中将。功四級。

## 経歴
1879年（明治12年）に佐賀県で生まれた。陸軍士官学校第13期卒業。1925年（大正14年）3月18日に陸軍歩兵大佐に進級し、7月10日に第1師団司令部附となり、國學院大學に配属された。1928年（昭和3年）3月に歩兵第44連隊長に就任し、1929年（昭和4年）3月に近衛歩兵第1連隊長に転じた。
1930年（昭和5年）8月1日に陸軍少将進級と同時に歩兵第14旅団長に着任。1932年（昭和7年）4月に第7師団司令部附となり、1933年（昭和8年）8月に熊本陸軍教導学校長に就任した。1934年（昭和9年）8月1日に陸軍中将に進級し、台湾守備隊司令官に就任し、1936年（昭和11年）3月7日に待命、3月17日に予備役に編入された。
1947年（昭和22年）11月28日、公職追放仮指定を受けた。